# 2009年東亞運動會火炬接力傳遞

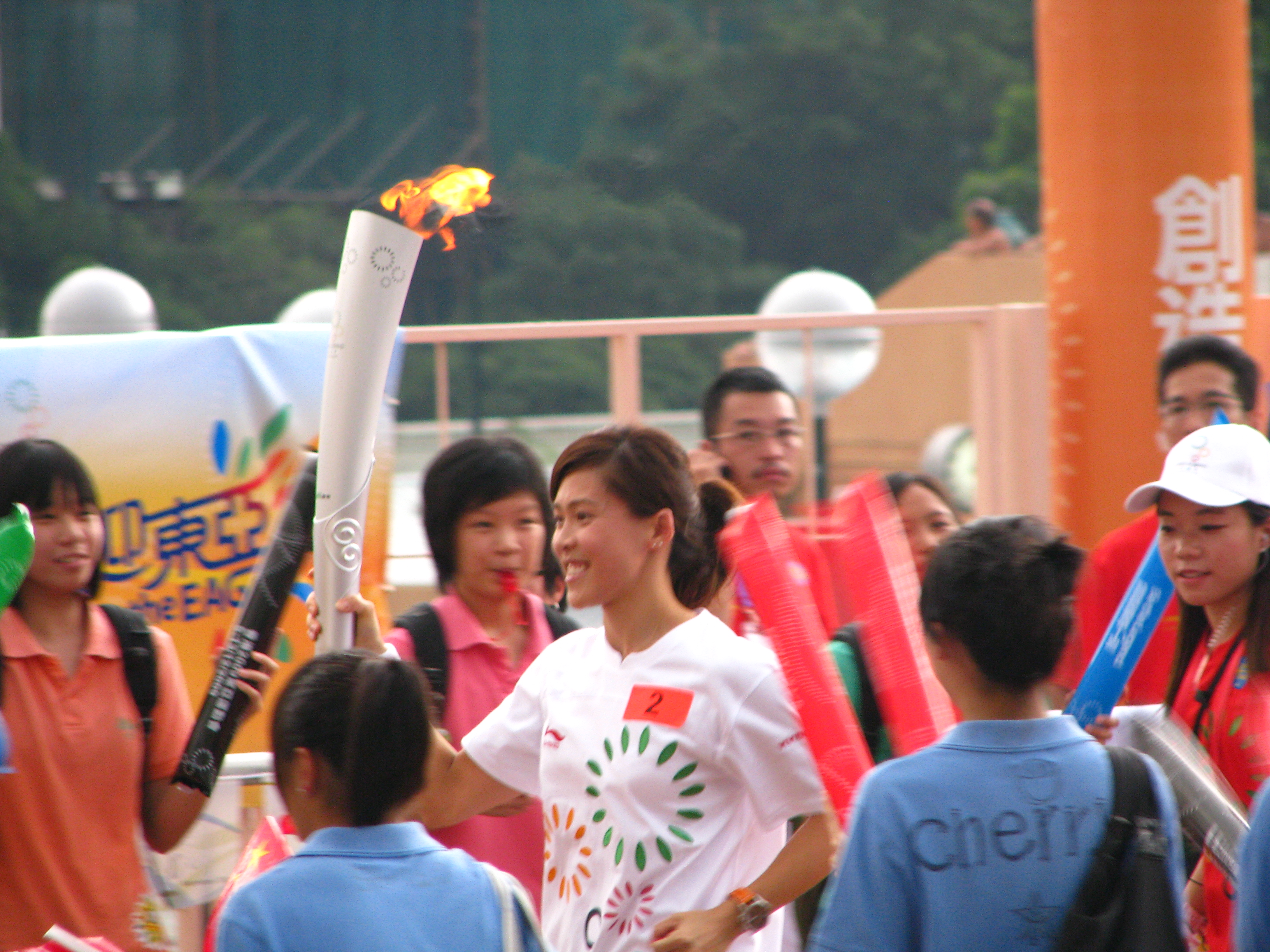
擔任第二名火炬手的游泳運動員蔡曉慧

2009年東亞運動會火炬接力傳遞是配合香港2009年東亞運動會而舉行，為期100天的倒數火炬接力傳遞活動，以「活力迎東亞」為主題。
火炬接力於2009年8月29日開始舉行，當日聖火將由65名火炬手由九龍公園出發，途經尖沙咀、維多利亞港以及灣仔區；最後抵達金紫荊廣場並點燃火盆。當晚在將軍澳電視廣播城舉行倒數100日晚會。9月至11月全港500多間學校舉行學校火炬接力。

## 火炬設計
2009年東亞運動會火炬由香港著名設計師靳埭強設計，火炬是一個上方下圓的弧線柱體，形狀恰似牛角，令人聯想到第五屆東亞運是在2009年牛年舉辦。
火炬分上、下兩部分，中間的英文字「e」和「a」分別代表著East和Asia，象徵東亞運中「東」、「亞」二字，兩個英文字造出祥雲圖案，表達陰陽互融的意念，亦象徵香港是一個中西文化交匯的地方。 
火炬上半部利用東亞運象徵煙花連環綻放的標誌拼砌出米點通花圖案，除了能凸顯東亞運的形象外，還能在火炬燃點時產生所需的氧氣流動。 
從上方看，火炬頂部構成一個「亞」字，而底部則刻有英文字「e」的圖案；整支火炬採用了富現代感的啞銀色，而向上和向下的兩面則塗上充滿東方色彩的紅色，表現出中國傳統文化內涵和現代設計的互相融合。